# Gunnar Andersson (musiker)
Gunnar Alfred Andersson, född 25 augusti 1901 i Malmö Sankt Pauli församling, Malmöhus län, död 1 december 1970 i Möllevångens församling, Malmöhus län, var en svensk konsertmästare.

## Biografi
Andersson studerade violinspel för Ernesto Ballarini vid Malmö musikkonservatorium, för Anton Svendsen och Max Schlüter i Köpenhamn samt för Hugo Kolberg i Frankfurt am Main. Han var solist i ett flertal orkesterföreningar, samt på violin och viola i svensk, tysk, dansk och norsk radio. Han grundade Malmökvartetten 1934, var primarie i Skånekvartetten 1937–47, altviolinist i Suchy-kvartetten och från 1958 Konvicka-kvartetten, soloaltviolinist i Malmö konserthus symfoniorkester från 1931 samt lärare i violinspel och metodik vid Malmö musikkonservatorium. Han invaldes som associé av Kungliga Musikaliska Akademien 1961.